# محمود باشا فهمي المكاوي
محمود فهمي محمد علي المكاوي (1919-1982) هو سياسي مصري كان نائباً في البرلمان الملكي المصري منذ عام 1946، ثم عيّن بعد 23 يوليو 1952رئيساً لهيئة التحرير المصرية ، ثم سكرتيراً للاتحاد الاشتراكي بالجيزة.

## النشأة والتعليم
ولد سنة 1919 بقرية كرداسة في محافظة الجيزة في عائلة ارستقراطية من وجهاء المحافظة وهي عائلة المكاوي
والتي ترجع جذورها إلى الأمير محمود بن محمد بن يوسف المغربي وهم من المرابطين الذين قدموا إلى مصر من المغرب كما ذكر بشهادة نقابة الاشراف المصرية رقم23902.   نشأ يتيم الأب فقد توفي والده محمد بك على المكاوي بعد الاحتفال بمولده بأشهرٍ قليلة، فلم يكن له إخوة أشقاء من الأب، فتصدت لتربيته والدته، ولم تلبث حتى ألحقته بمدارس الفرير ليتلقى التعليم الأساسي فيها على عادة أهل الطبقة العليا في ذلك الزمان ثم حصل على البكلوريا عام 1933م من مدرسة السعيدية.

وليعود لقريته محملاً بطموح وأحلام عمل على تطبيقها .

## حياته السياسية
هو اصغر عضو انضم إلى البرلمان المصري عام 1946م، وقد حصل على عضوية البرلمان لاكثر من دورة وحتى قيام ثورة يوليو 1952م بالإضافة إلى عضويته في اللجنة التشريعية العليا داخل المجلس.
كان أحد النواب الخمسة مقدمي قانون العمال في سنة 1950 م.
عيّنَه مجلس قيادة الثورة بعد قيام ثورة 23 يوليو رئيساً لهيئة التحرير ثم سكرتير الاتحاد الإشتراكي بالجيزة، و عضو اللجنة المصرية لإصلاح الأراضي 1957م .
و رئيس المجلس المحلي بقريته كرداسة منذ إنشاء المنصب 1958م وحتى وفاته .

## من أهم أعماله
- مؤسس ورئيس الجمعية التعاونية لصناعة النسيج المسجلة برقم 1408 لسنه 1943م

و التي تعد أقدم جمعية أهلية في كرداسة و التي كان لها الدور البارز في تطوير هذه الصناعة في كرداسة. وقد وصلت كرداسة بها إلى شهرة عالمية في صناعة العباية المعروفة باسمها والكليم اليدوي .
- مؤسس ورئيس الجمعية التعاونية التموينية 1944م، لتوزيع المواد التموينية الأولية لأهالي قريته.
- مؤسس ورئيس الجمعية التعاونية للصناعات المنزلية 1946م لمساعدة ربات البيوت في توفير مصدر دخل للأسرة.
- أدخل المياه الصالحة للشرب 1950 م

إلى كل من قرية كرداسة و قرية بولاق الدكرور و العزب المجاورة لها .
- إنشاء مكتب بريد كرداسة 1950م
- رصف طريق نزلة السمان 1951م
- إصلاح وتجديد كوبري منشاة البكاري
- تجديد وترميم حاجز ترعة الزمر أمام ناحية بولاق الدكرور و عزبها
- إدخال خطوط المواصلات العمومية 1949 ما اصطلح على تسميتها بالشركة.
- إنشاء مصنع للثلج ومصنع آخر للأحذية في الوحدة المحلية لكرداسة 1956م
- إقامة ثلاثة مصانع ضخمة في القرية، كان أحدها مخصصا لصناعة الشاش الطبي، والآخر للقطن الطبي أيضا .
- إنشاء وتأسيس نادي كرداسة الرياضي 1958م ثم اعتماده 1964م مركز شباب كرداسة ، و قد عين الحاج أحمد حسانين المكاوي رئيساً له

## وفاته
توفي في شهر فبراير من عام 1982 م .